# Ophiuche bipartita
Ophiuche bipartita är en fjärilsart som beskrevs av Smith 1900. Ophiuche bipartita ingår i släktet Ophiuche och familjen nattflyn. Inga underarter finns listade i Catalogue of Life.